# ウーラノス
ウーラノス（古代ギリシア語: Οὐρανός、古代ギリシア語ラテン翻字: Ouranós）は、ギリシア神話に登場する天空神である。全宇宙を最初に統べた原初の神々の王とされる。ウーラノスとはギリシア語で 「天」 の意味で、天そのものの神格化である。日本語では長母音を省略してウラノスとも表記する。
ローマ神話にも取り入れられカイルス（Caelus）と呼ばれる。

## 概説

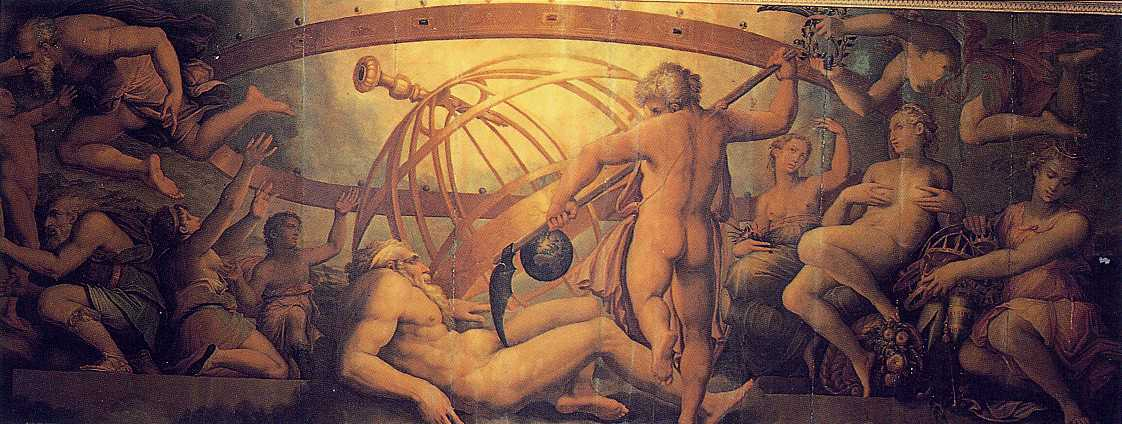
ジョルジョ・ヴァザーリとクリストファーノ・ゲラルディの1560年の絵画『クロノスに去勢されるウーラノス』。ヴェッキオ宮殿所蔵。

ガイアの息子であると同時に夫でもあり、ガイアとの間にクロノスらティーターン12神をもうける。
また、キュクロープスやヘカトンケイルもウーラノスとガイアとの間の子供だが、ウーラノスはその醜怪さを嫌い、彼らをタルタロスに幽閉してしまう。これに怒ったガイアは末子クロノスに命じて、刃が魔法の金属・アダマスで作られた鎌でウーラノスの男性器を切り落とさせた。この時流れた血からエリーニュスたちやギガースたち、メリアスたちが生まれた。また、一説ではこの後、海に漂流していたウーラノスの陽物の周囲にできた泡から生まれたのがアプロディーテー女神である。
ギリシアでは、天は元来暗いものと考えられており、昼の光（ヘーメラー）は天の上のアイテール（清明な大気）にあるものとされていた。ウーラノスは「星ちりばめたる」という称号を持ち、全身に銀河を鏤めた宇宙の神と考えられていた。夜に暗くなるのは、彼がガイアと交わる為にニュクス（夜）を伴って大地に近づくためだという。

## 解釈
ガイアの息子にて夫であるウーラノスは星のきらめく空であり、ギリシアにおいて信仰の対象とはまったくされなかったようである。この空と大地の概念は原初的な二柱の神と考えられ、これは全てのインド＝ヨーロッパ民族に共通する。すでにリグ・ヴェーダの中で空と大地は、「不滅の夫婦」、世界は二人の曾父母と呼ばれていた。

## 派生
ドイツの法律家で同性愛者の活動家、カール・ハインリッヒ・ユルリクス（de）は、ウーラノスの逸話から男性同性愛を連想し、それを「ウールニング（Urning、ドイツ語で男性同性愛を意味する）」（en）と名付けた。また女性同性愛をレズビアンというのに対し男性同性愛の意で「ウラニズム（Uranism）」を、ゲイが一般化するまで使われていた。日本では1913年（大正2年）に翻訳刊行されたクラフト=エビング『変態性慾心理』（後年の「性の精神病理」と同じ）で知られるようになった。